# ArtFacts.Net

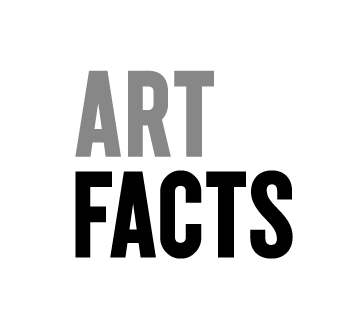

ArtFacts.Net ist die weltweit größte Kunstdatenbank im Internet, die 2001 von Stine Albertsen und Marek Claaßen gegründet wurde. Die Firma ist als Limited Company (Ltd.) in Großbritannien registriert. ArtFacts sammelt seit Gründung der Firma weltweit Daten zum Kunstmarkt, archiviert, veröffentlicht und analysiert diese, beispielsweise im sogenannten Artist Ranking.

## Geschichte
Marek Claaßen entwickelte in Zusammenarbeit mit dem Bundesverband Deutscher Galerien und Kunsthändler e. V. und der Messe Art Cologne datenbankbasierte Websites und Systeme zum schnellen Erstellen von Ausstellungskatalogen, später mit GISI, (Galerie-Informations-System im Internet) ein virtuelles Ausstellungs- und Archivsystem für Galerien in Berlin, Vorläufer der heutigen Kunstplattform Artfacts. Stine Albertsen (* 1978 in Kopenhagen) arbeitete für die dänische Botschaft in Berlin, bevor sie 2001 Artfacts mitbegründete.
Mit der Gründung von ArtFacts 2001 begann die Firma systematisch Daten zum (primären) Kunstmarkt zu sammeln. Dabei steht die Ausstellungstätigkeit von Künstlern im Mittelpunkt: Institutionen (Kunstvereine, Museen oder Kunsthallen usw.) und Galerien melden ArtFacts ihre Einzel- und Gruppenausstellungen und ArtFacts aggregiert diese für die jeweiligen Künstler und Ausstellungsinstitutionen zu einer Ausstellunghistorie. 2004 wurde das sogenannte ArtFacts Ranking eingeführt, das die Ausstellungstätigkeit der Künstler misst und durch Graphen veranschaulicht. Die Jahre vor der globalen Finanzkrise ließen den Kunstmarkt und die Zahl der Galerien weltweit stark wachsen. In diesem Zusammenhang entwickelte sich ArtFacts zu einer international agierenden Kunstmarktplattform mit 900.000 Besuchern (unique visitors) pro Monat.
Mit der Finanzmarktkrise geriet auch der Kunstmarkt in Schieflage, in der Folge schlossen viele Galerien oder beschnitten ihre Kosten. Galerien als bisherige Hauptkunden von ArtFacts gingen zurück und gefährdeten die Firma nicht nur finanziell, sondern auch beim Sammeln der Ausstellungsdaten. Mit der Einführung von neuen Mitgliedschaften beispielsweise für Künstler, Kuratoren oder Sammler konnte dies aufgefangen und die Reichweite in die Kunstwelt sogar noch vergrößert werden. Mit einem Ausbau eines internationalen Editoren-Teams konnte die Firma die erhaltenen Informationen überprüfen.
Der technologische Wandel im Internet und bei den Endgeräten (Smartphones, Tablets etc.) führte zu einer Anpassung von Artfacts an die heutigen Standards. Ein digitales Folgeprojekt heißt Limna. Die App ermittelt mithilfe von Künstlicher Intelligenz (KI) nach Angabe eines Künstlernamens (und der Maße eines Gemäldes), ob z. B. der Preis angemessen ist.

## „Artist Ranking“
ArtFacts bringt Künstler zueinander in Beziehung aufgrund eines komplexen Algorithmus, der davon ausgeht, dass jede Ausstellung ein unterschiedliches Gewicht in der Kunstwelt hat. So wird z. B. eine Ausstellung im Museum of Modern Art in New York höher gewertet als eine in einem ländlichen Kunstverein mit wenigen Besuchern. Durch den Algorithmus werden neben der Ausstellungsaktivität auch die Reichweite, die Qualität der Institutionen oder Sammlungen bewertet und mit Punkten vergeben. Die angesammelte Punkte werden grafisch dargestellt, so dass der Nutzer die Entwicklung von Künstlern verfolgen und vergleichen kann.
Theoretischer Hintergrund dieses Ansatzes sind beispielsweise die kultursoziologischen Studien Pierre Bourdieus oder auch Georg Francks Buch Ökonomie der Aufmerksamkeit von 1998. Das Ranking wird kontrovers in der Kunstwelt diskutiert: so veröffentlicht beispielsweise das Wirtschaftsmagazin Capital einmal jährlich die Top 100 Künstler, basierend auf den Daten von Artfacts. Kritisch wird gesehen, dass die Darstellung meist Zeitgenossen und jüngere Künstler höher gewichtet als Klassiker wie Renoir oder Rembrandt. Aber auch Künstler stoßen sich immer wieder an der Reduzierung ihrer Tätigkeit auf eine mathematische Abbildung.

## „Editorial Team“
Während viele Datenbanken im Internet durch sogenannte Webcrawler aufgebaut werden (Scraping), umfasst die Datenbank von ArtFacts von Menschen eingetragene und geprüfte Informationen zum Kunstmarkt. Ein Team von internationalen Editoren überprüft seit Gründung der Firma alle Meldungen. Negative Effekte auf das Artist Ranking oder das Rating von Galerien, beispielsweise durch Social Bots, werden hierdurch vermindert. Anfang April 2021 umfasste die Datenbank 888.381 Ausstellungen, 23.212 Galerien und 717.845 Künstler aus insgesamt 192 Ländern.